# Werner Schönermark
Werner Schönermark (* 24. März 1897 in Thorn; † 31. Dezember 1945 in Zedelgem, Belgien) war ein deutscher Konteradmiral der Kriegsmarine.

## Leben
Werner Schönermark trat am 4. Januar 1915 in die Kaiserliche Marine ein. Bis März 1915 war er zur Ausbildung in der I. Marine-Division und auf dem Schulschiff Freya. Als Seekadett, später als Fähnrich zur See, diente er anschließend auf der Schleswig-Holstein. Von März 1916 bis September 1917 war er auf der Deutschland. Zum 13. Januar 1917 wurde er hier zum Leutnant zur See ernannt. Für zwei Monate kam er an die U-Bootsschule zur Ausbildung und wurde dann bis Kriegsende als Wachoffizier auf U 55 eingesetzt.
Nach dem Krieg schloss es sich der Marine-Brigade von Loewenfeld an und wurde am 1. Januar 1921 Oberleutnant zur See. In der Reichsmarine wurde er am 1. Mai 1927 Kapitänleutnant, war 1931 Adjutant bei der Marinestation der Ostsee in Kiel und ein Jahr später zur Dienstleistung in die Marinewehrabteilung  (A I) im Marinekommandoamt des Reichswehrministeriums kommandiert. Am 1. Oktober 1934 wurde er zum Korvettenkapitän befördert.
In der Kriegsmarine war er 1936 Adjutant bei der Marinestation der Nordsee in Wilhelmshaven. Von der Indienststellung des Schiffs im Mai 1938 bis Mai 1940 war er als Erster Offizier auf der Gneisenau. Anschließend war er bis August 1942 Abteilungschef MWehr I im OKM. Ab August 1942 war er als Nachfolger von Walter Warzecha Chef des Marinewehramtes in Berlin, welches Ende April 1944 in das Marinetruppenamt überführt wurde. Am 1. April 1943 war er zum Konteradmiral befördert worden. Schönermark blieb bis Kriegsende Chef des Marinetruppenamtes.
Nach dem Krieg kam er in Kriegsgefangenschaft, in welcher er Ende 1945 starb.
In Berlin-Steglitz war er als einer der ersten Bewohner in die neu gebaute Marinesiedlung gezogen.